# Alberto Martini
Alberto Martini (Oderzo, 24 de noviembre de 1876 - Milán, 8 de noviembre de 1954) fue un pintor, diseñador, grabador e ilustrador gráfico italiano. Según la crítica, su obra transcurre de lo "elegante y épico" a lo "grotesco y macabro". Martini es considerado uno de los precursores del surrealismo.

## Biografía y carrera

### Inicios
Alberto Martini nació en Oderzo como hijo de Maria dei Conti Spineda de Cattaneis, miembro de una antigua familia noble de Treviso, y de Giorgio Martini, pintor naturalista y profesor de dibujo en el Istituto Tecnico de Treviso.
Entre 1890 y 1895, bajo la dirección de su padre, Alberto comenzó a pintar y dibujar, continuando así la tradición familiar. De hecho, los parientes maternos de su padre eran conocidos decoradores y mosaiquistas venecianos. Durante sus años de formación, Martini realizó innumerables dibujos, revelando de inmediato una especial predilección por el grafismo. Al tiempo que se dedicaba a los lápices grasos, realizaba también óleos, acuarelas y pintura al temple de pequeño formato, gracias a los cuales, superada la mera práctica escolástica, logró sus primeros buenos resultados.
Sus temas preferidos fueron los de la campiña de Treviso y los campesinos trabajando. También trabajó con las flores y las conchas, que estudió analíticamente, dejando una serie de acuarelas de gran belleza. Más allá de un mero ejercicio a partir de la vida, son temas a través de los cuales Alberto Martini muestra su asimilación de la cultura figurativa postromántica, populista y humanitaria italiana y europea, orientada a plasmar dudas y perplejidades de entonación simbolista sobre el sentido de la vida, más que a definir un entorno.
Entre 1894 y 1896 realizó los catorce bocetos en acuarela de tinta china del Albo della morte, que revelan influencias culturales nórdicas.